# Binder von Degenschild
Binder von Degenschild ist der Name eines österreichischen Adelsgeschlechtes.
Erbländisch-österreichischer Ritterstand; das Diplom wurde 1747 Georg Heinrich Binder, österreichischer Obristwachtmeister beim Kolowratischen Infanterie-Regiment verliehen.

## Namensträger
- Joseph Binder von Degenschild
- Otto Binder von Degenschild
- Franz-Josef Binder, Ritter von Degenschild
- Beatrix von Degenschild